# جمعیت‌شناسی قرقیزستان

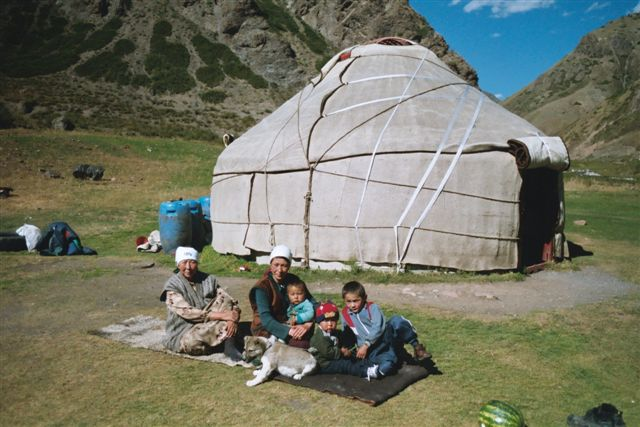
یورت و خانواده

جمعیت‌شناسی قرقیزستان در مورد ویژگی‌های جمعیتی جمعیت قرقیزستان از جمله رشد جمعیت، تراکم جمعیت، قومیت، سطح تحصیلات، بهداشت، وضعیت اقتصادی، وابستگی‌های مذهبی و دیگر جنبه‌های جمعیت است. نام قرقیز، هم برای مردم و هم کشور، به معنای "چهل دختر" یا "چهل قبیله" است، اشاره ای به قهرمان حماسه ماناس که چهل قبیله را علیه ایرات‌ها متحد کرد، همان‌طور که از خورشید ۴۰ پرتوی در پرچم قرقیزستان وجود دارد.

## روند جمعیتی

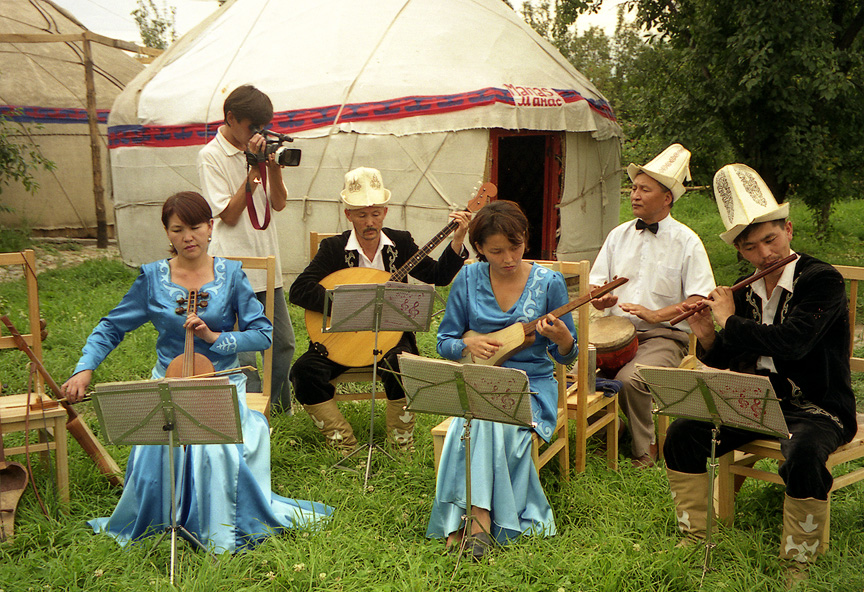
نوازندگان

جمعیت قرقیزستان از سرشماری سالهای ۱۹۵۹ و ۱۹۹۹ از ۲٫۱ میلیون به ۴٫۸ میلیون نفر افزایش یافته‌است. برآوردهای رسمی جمعیت در سال ۲۰۱۹ را ۶۳۸۹٬۵۰۰ اعلام کرده‌است. از این تعداد ۳۴٫۴ درصد زیر ۱۵ سال و ۶٫۲ درصد بالای ۶۵ سال سن دارند. این کشور روستایی است: تنها حدود یک سوم از جمعیت قرقیزستان در مناطق شهری زندگی می‌کنند. متوسط تراکم جمعیت ۲۷٫۴ ساکن در هر کیلومتر مربع (۷۱ ساکن در هر مایل مربع) است.
بزرگترین گروه قومی این کشور قرقیزها، یک قوم ترک تبار است که ۷۰٫۹٪ از جمعیت (سرشماری سال ۲۰۰۹) را تشکیل می‌دهد. دیگر گروه‌های قومی شامل روس‌ها (۹٫۰٪) در شمال و ازبک‌ها (۱۴٫۵٪) در جنوب زندگی می‌کنند. اقلیت‌های کوچک ولی قابل توجه شامل دانگان‌ها (۱٫۹٪)، اویغورها (۱٫۱٪)، تاجیک‌ها (۱٫۱٪)، قزاق‌ها (۰٫۷٪) و اوکراینی‌ها (۰٫۵٪) و دیگر اقلیت‌های قومی کوچکتر (۱٫۷٪) نیر حضور دارند. از میان جامعه آلمانی پیشین قابل توجه ولگا، که توسط جوزف استالین از خانه‌های قبلی آنها در جمهوری ولگا آلمان تبعید شد، بیشتر به آلمان بازگشتند و تنها چند گروه کوچک باقی مانده‌اند. درصد کمی از مردم نیز از کره ای‌ها هستند که نوادگان کره ای‌ها هستند که در سال ۱۹۳۷ از خاور دور اتحاد جماهیر شوروی به آسیای میانه اعزام شدند.
قرقیزستان از زمان استقلال، دستخوش تغییر ظاهری در ترکیب قومی خود شده‌است. درصد قومی قرقیزها از حدود ۵۰٪ در سال ۱۹۷۹ به نزدیک ۷۰٪ در سال ۲۰۰۷ افزایش یافته‌است، در حالی که درصد اقوام اروپایی (روس‌ها، اوکراینی‌ها و آلمانی‌ها) از ۳۵٪ به حدود ۱۰٪ کاهش یافته‌است.
قرقیزها در طول تاریخ، گله دارهای نیمه عشایری بوده‌اند و در چادرهایی به نام یورت زندگی می‌کردند و گوسفندها، اسبها و غژگاو را می‌چرانند. این سنت عشایری همچنان به صورت فصلی کار می‌کند زیرا خانواده‌های گله دار در فصل تابستان به مراتع کوهستانی مرتفع (یا جیلو) باز می گردند. حفظ این میراث عشایری و آزادیهایی که از آن دلالت دارد، همچنان بر جو سیاسی در کشور تأثیر می‌گذارد.

## آمار حیاتی

### تولد و مرگ
این آمار از کتاب سالنامه جمعیتی سازمان ملل، کمیته ملی آماری جمهوری قرقیزستان، سالنامه جمعیتی جمهوری قرقیزستان و هفتگی دمسکوپ برگرفته شده‌است.

|      | Average population | Live births | Deaths | Natural change | Crude birth rate (per 1000) | Crude death rate (per 1000) | Natural change (per 1000) | TFR  |
| ---- | ------------------ | ----------- | ------ | -------------- | --------------------------- | --------------------------- | ------------------------- | ---- |
| ۱۹۵۰ | ۱٬۷۴۰٬۰۰۰          | ۵۶٬۴۷۱      | ۱۴٬۸۴۵ | ۴۱٬۶۲۶         | ۳۲٫۵                        | ۸٫۵                         | ۲۳٫۹                      |      |
| ۱۹۵۱ | ۱٬۷۶۸٬۰۰۰          | ۵۸٬۸۲۸      | ۱۳٬۹۲۷ | ۴۴٬۹۰۱         | ۳۳٫۳                        | ۷٫۹                         | ۲۵٫۴                      |      |
| ۱۹۵۲ | ۱٬۷۸۸٬۰۰۰          | ۵۷٬۶۳۲      | ۱۳٬۸۶۸ | ۴۳٬۷۶۴         | ۳۲٫۲                        | ۷٫۸                         | ۲۴٫۵                      |      |
| ۱۹۵۳ | ۱٬۸۱۸٬۰۰۰          | ۶۰٬۷۵۵      | ۱۴٬۲۸۸ | ۴۶٬۴۶۷         | ۳۳٫۴                        | ۷٫۹                         | ۲۵٫۶                      |      |
| ۱۹۵۴ | ۱٬۸۵۹٬۰۰۰          | ۶۳٬۸۰۳      | ۱۳٬۶۸۴ | ۵۰٬۱۱۹         | ۳۴٫۳                        | ۷٫۴                         | ۲۶٫۷                      |      |
| ۱۹۵۵ | ۱٬۹۰۳٬۰۰۰          | ۶۳٬۸۸۳      | ۱۴٬۹۲۳ | ۴۸٬۹۶۰         | ۳۳٫۶                        | ۷٫۸                         | ۲۵٫۷                      |      |
| ۱۹۵۶ | ۱٬۹۴۱٬۰۰۰          | ۶۵٬۶۶۷      | ۱۱٬۹۱۸ | ۵۳٬۷۴۹         | ۳۳٫۸                        | ۶٫۱                         | ۲۷٫۷                      |      |
| ۱۹۵۷ | ۱٬۹۷۸٬۰۰۰          | ۶۸٬۶۴۴      | ۱۲٬۲۷۵ | ۵۶٬۳۶۹         | ۳۴٫۷                        | ۶٫۲                         | ۲۸٫۵                      |      |
| ۱۹۵۸ | ۲٬۰۳۰٬۰۰۰          | ۷۰٬۵۲۱      | ۱۲٬۳۲۴ | ۵۸٬۱۹۷         | ۳۴٫۷                        | ۶٫۱                         | ۲۸٫۷                      |      |
| ۱۹۵۹ | ۲٬۰۹۹٬۰۰۰          | ۷۰٬۵۰۱      | ۱۲٬۹۳۰ | ۵۷٬۵۷۱         | ۳۳٫۶                        | ۶٫۲                         | ۲۷٫۴                      |      |
| ۱۹۶۰ | ۲٬۱۷۲٬۰۰۰          | ۸۰٬۲۰۹      | ۱۳٬۲۵۹ | ۶۶٬۹۵۰         | ۳۶٫۹                        | ۶٫۱                         | ۳۰٫۸                      |      |
| ۱۹۶۱ | ۲٬۲۵۶٬۰۰۰          | ۸۰٬۶۷۱      | ۱۵٬۱۷۵ | ۶۵٬۴۹۶         | ۳۵٫۸                        | ۶٫۷                         | ۲۹٫۱                      |      |
| ۱۹۶۲ | ۲٬۳۳۳٬۰۰۰          | ۷۹٬۰۱۰      | ۱۵٬۱۴۱ | ۶۳٬۸۶۹         | ۳۳٫۹                        | ۶٫۵                         | ۲۷٫۴                      |      |
| ۱۹۶۳ | ۲٬۴۱۳٬۰۰۰          | ۸۰٬۲۷۹      | ۱۴٬۹۸۶ | ۶۵٬۲۹۳         | ۳۳٫۳                        | ۶٫۲                         | ۲۷٫۱                      |      |
| ۱۹۶۴ | ۲٬۴۹۵٬۰۰۰          | ۷۹٬۳۴۲      | ۱۵٬۸۳۴ | ۶۳٬۵۰۸         | ۳۱٫۸                        | ۶٫۳                         | ۲۵٫۵                      |      |
| ۱۹۶۵ | ۲٬۵۷۳٬۰۰۰          | ۸۰٬۸۱۲      | ۱۶٬۶۹۳ | ۶۴٬۱۱۹         | ۳۱٫۴                        | ۶٫۵                         | ۲۴٫۹                      |      |
| ۱۹۶۶ | ۲٬۶۵۵٬۰۰۰          | ۸۱٬۷۷۱      | ۱۷٬۸۸۸ | ۶۳٬۸۸۳         | ۳۰٫۸                        | ۶٫۷                         | ۲۴٫۱                      |      |
| ۱۹۶۷ | ۲٬۷۳۷٬۰۰۰          | ۸۳٬۶۰۹      | ۱۹٬۵۵۰ | ۶۴٬۰۵۹         | ۳۰٫۵                        | ۷٫۱                         | ۲۳٫۴                      |      |
| ۱۹۶۸ | ۲٬۸۱۸٬۰۰۰          | ۸۶٬۷۴۱      | ۱۹٬۸۴۰ | ۶۶٬۹۰۱         | ۳۰٫۸                        | ۷٫۰                         | ۲۳٫۸                      |      |
| ۱۹۶۹ | ۲٬۸۹۶٬۰۰۰          | ۸۷٬۲۱۰      | ۲۱٬۶۸۳ | ۶۵٬۵۲۷         | ۳۰٫۱                        | ۷٫۵                         | ۲۲٫۶                      |      |
| ۱۹۷۰ | ۲٬۹۶۴٬۰۰۰          | ۹۰٬۴۴۲      | ۲۱٬۸۲۸ | ۶۸٬۶۱۴         | ۳۰٫۵                        | ۷٫۴                         | ۲۳٫۱                      |      |
| ۱۹۷۱ | ۳٬۰۲۸٬۰۰۰          | ۹۵٬۹۳۲      | ۲۱٬۳۴۳ | ۷۴٬۵۸۹         | ۳۱٫۷                        | ۷٫۰                         | ۲۴٫۷                      |      |
| ۱۹۷۲ | ۳٬۰۹۴٬۰۰۰          | ۹۴٬۹۲۳      | ۲۳٬۱۵۷ | ۷۱٬۷۶۶         | ۳۰٫۷                        | ۷٫۵                         | ۲۳٫۲                      |      |
| ۱۹۷۳ | ۳٬۱۶۰٬۰۰۰          | ۹۷٬۴۲۱      | ۲۴٬۱۸۱ | ۷۳٬۲۴۰         | ۳۰٫۸                        | ۷٫۷                         | ۲۳٫۱                      |      |
| ۱۹۷۴ | ۳٬۲۳۰٬۰۰۰          | ۹۹٬۴۳۳      | ۲۳٬۷۴۷ | ۷۵٬۶۸۶         | ۳۰٫۸                        | ۷٫۴                         | ۲۳٫۴                      |      |
| ۱۹۷۵ | ۳٬۲۹۹٬۰۰۰          | ۱۰۱٬۲۸۷     | ۲۶٬۹۲۰ | ۷۴٬۳۶۷         | ۳۰٫۷                        | ۸٫۲                         | ۲۲٫۵                      |      |
| ۱۹۷۶ | ۳٬۳۶۵٬۰۰۰          | ۱۰۶٬۶۰۶     | ۲۷٬۸۶۴ | ۷۸٬۷۴۲         | ۳۱٫۷                        | ۸٫۳                         | ۲۳٫۴                      |      |
| ۱۹۷۷ | ۳٬۴۳۰٬۰۰۰          | ۱۰۴٬۹۷۱     | ۲۸٬۵۱۰ | ۷۶٬۴۶۱         | ۳۰٫۶                        | ۸٫۳                         | ۲۲٫۳                      |      |
| ۱۹۷۸ | ۳٬۴۹۵٬۰۰۰          | ۱۰۶٬۱۷۶     | ۲۸٬۳۸۵ | ۷۷٬۷۹۱         | ۳۰٫۴                        | ۸٫۱                         | ۲۲٫۳                      |      |
| ۱۹۷۹ | ۳٬۵۵۸٬۰۰۰          | ۱۰۷٬۰۹۱     | ۲۹٬۵۷۸ | ۷۷٬۵۱۳         | ۳۰٫۱                        | ۸٫۳                         | ۲۱٫۸                      |      |
| ۱۹۸۰ | ۳٬۶۲۸٬۰۰۰          | ۱۰۷٬۲۷۸     | ۳۰٬۴۶۰ | ۷۶٬۸۱۸         | ۲۹٫۶                        | ۸٫۴                         | ۲۱٫۲                      |      |
| ۱۹۸۱ | ۳٬۶۹۹٬۰۰۰          | ۱۱۳٬۴۳۴     | ۲۹٬۵۹۱ | ۸۳٬۸۴۳         | ۳۰٫۷                        | ۸٫۰                         | ۲۲٫۷                      |      |
| ۱۹۸۲ | ۳٬۷۷۵٬۰۰۰          | ۱۱۷٬۲۳۵     | ۲۹٬۱۹۴ | ۸۸٬۰۴۱         | ۳۱٫۱                        | ۷٫۷                         | ۲۳٫۴                      |      |
| ۱۹۸۳ | ۳٬۸۵۷٬۰۰۰          | ۱۲۰٬۷۰۸     | ۳۰٬۲۴۱ | ۹۰٬۴۶۷         | ۳۱٫۳                        | ۷٫۸                         | ۲۳٫۵                      |      |
| ۱۹۸۴ | ۳٬۹۳۷٬۰۰۰          | ۱۲۶٬۰۷۵     | ۳۲٬۶۰۳ | ۹۳٬۴۷۲         | ۳۲٫۰                        | ۸٫۳                         | ۲۳٫۷                      |      |
| ۱۹۸۵ | ۴٬۰۱۴٬۰۰۰          | ۱۲۸٬۴۶۰     | ۳۲٬۳۳۲ | ۹۶٬۱۲۸         | ۳۲٫۰                        | ۸٫۱                         | ۲۳٫۹                      |      |
| ۱۹۸۶ | ۴٬۰۹۳٬۰۰۰          | ۱۳۳٬۷۲۸     | ۲۹٬۰۸۳ | ۱۰۴٬۶۴۵        | ۳۲٫۷                        | ۷٫۱                         | ۲۵٫۶                      |      |
| ۱۹۸۷ | ۴٬۱۷۳٬۰۰۰          | ۱۳۶٬۵۸۸     | ۳۰٬۵۹۷ | ۱۰۵٬۹۹۱        | ۳۲٫۷                        | ۷٫۳                         | ۲۵٫۴                      |      |
| ۱۹۸۸ | ۴٬۲۵۰٬۰۰۰          | ۱۳۳٬۷۱۰     | ۳۱٬۸۷۹ | ۱۰۱٬۸۳۱        | ۳۱٫۵                        | ۷٫۵                         | ۲۴٫۰                      |      |
| ۱۹۸۹ | ۴٬۳۲۷٬۰۰۰          | ۱۳۱٬۵۰۸     | ۳۱٬۱۵۶ | ۱۰۰٬۳۵۲        | ۳۰٫۴                        | ۷٫۲                         | ۲۳٫۲                      |      |
| ۱۹۹۰ | ۴٬۳۹۵٬۰۰۰          | ۱۲۸٬۸۱۰     | ۳۰٬۵۸۰ | ۹۸٬۲۳۰         | ۲۹٫۳                        | ۷٫۰                         | ۲۲٫۴                      | ۳٫۶۳ |
| ۱۹۹۱ | ۴٬۴۶۴٬۰۰۰          | ۱۲۹٬۵۳۶     | ۳۰٬۸۵۹ | ۹۸٬۶۷۷         | ۲۹٫۰                        | ۶٫۹                         | ۲۲٫۱                      | ۳٫۵۸ |
| ۱۹۹۲ | ۴٬۵۱۵٬۰۰۰          | ۱۲۸٬۳۵۲     | ۳۲٬۱۶۳ | ۹۶٬۱۸۹         | ۲۸٫۴                        | ۷٫۱                         | ۲۱٫۳                      | ۳٫۵۲ |
| ۱۹۹۳ | ۴٬۵۱۵٬۰۰۰          | ۱۱۶٬۷۹۵     | ۳۴٬۵۱۳ | ۸۲٬۲۸۲         | ۲۵٫۹                        | ۷٫۶                         | ۱۸٫۲                      | ۳٫۱۵ |
| ۱۹۹۴ | ۴٬۵۱۳٬۰۰۰          | ۱۱۰٬۱۱۳     | ۳۷٬۱۰۹ | ۷۳٬۰۰۴         | ۲۴٫۴                        | ۸٫۲                         | ۱۶٫۲                      | ۲٫۹۵ |
| ۱۹۹۵ | ۴٬۵۶۰٬۰۰۰          | ۱۱۷٬۳۴۰     | ۳۶٬۹۱۵ | ۸۰٬۴۲۵         | ۲۵٫۷                        | ۸٫۱                         | ۱۷٫۶                      | ۳٫۱۲ |
| ۱۹۹۶ | ۴٬۶۲۸٬۰۰۰          | ۱۰۸٬۰۰۷     | ۳۴٬۵۶۲ | ۷۳٬۴۴۵         | ۲۳٫۳                        | ۷٫۵                         | ۱۵٫۹                      | ۲٫۷۳ |
| ۱۹۹۷ | ۴٬۶۹۶٬۰۰۰          | ۱۰۲٬۰۵۰     | ۳۴٬۵۴۰ | ۶۷٬۵۱۰         | ۲۱٫۷                        | ۷٫۴                         | ۱۴٫۴                      | ۲٫۵۹ |
| ۱۹۹۸ | ۴٬۷۶۹٬۰۰۰          | ۱۰۴٬۱۸۳     | ۳۴٬۵۹۶ | ۶۹٬۵۸۷         | ۲۱٫۸                        | ۷٫۳                         | ۱۴٫۶                      | ۲٫۶۵ |
| ۱۹۹۹ | ۴٬۸۳۷٬۰۰۰          | ۱۰۴٬۰۶۸     | ۳۲٬۸۵۰ | ۷۱٬۲۱۸         | ۲۱٫۵                        | ۶٫۸                         | ۱۴٫۷                      | ۲٫۶۳ |
| ۲۰۰۰ | ۴٬۸۸۸٬۰۰۰          | ۹۶٬۷۷۰      | ۳۴٬۱۱۱ | ۶۲٬۶۵۹         | ۱۹٫۸                        | ۷٫۰                         | ۱۲٫۸                      | ۲٫۴۰ |
| ۲۰۰۱ | ۴٬۹۲۷٬۰۰۰          | ۹۸٬۱۳۸      | ۳۲٬۶۷۷ | ۶۵٬۴۶۱         | ۱۹٫۹                        | ۶٫۶                         | ۱۳٫۳                      | ۲٫۳۹ |
| ۲۰۰۲ | ۴٬۹۶۵٬۰۰۰          | ۱۰۱٬۰۱۲     | ۳۵٬۲۳۵ | ۶۵٬۷۷۷         | ۲۰٫۳                        | ۷٫۱                         | ۱۳٫۲                      | ۲٫۴۳ |
| ۲۰۰۳ | ۵٬۰۱۱٬۰۰۰          | ۱۰۵٬۴۹۰     | ۳۵٬۹۴۱ | ۶۹٬۵۴۹         | ۲۱٫۱                        | ۷٫۲                         | ۱۳٫۹                      | ۲٫۴۹ |
| ۲۰۰۴ | ۵٬۰۶۵٬۰۰۰          | ۱۰۹٬۹۳۹     | ۳۵٬۰۶۱ | ۷۴٬۸۷۸         | ۲۱٫۷                        | ۶٫۹                         | ۱۴٫۸                      | ۲٫۵۵ |
| ۲۰۰۵ | ۵٬۱۱۶٬۰۰۰          | ۱۰۹٬۸۳۹     | ۳۶٬۹۹۲ | ۷۲٬۸۴۷         | ۲۱٫۵                        | ۷٫۲                         | ۱۴٫۲                      | ۲٫۵۰ |
| ۲۰۰۶ | ۵٬۱۶۴٬۰۰۰          | ۱۲۰٬۷۳۷     | ۳۸٬۵۶۶ | ۸۲٬۱۷۱         | ۲۳٫۴                        | ۷٫۵                         | ۱۵٫۹                      | ۲٫۷۰ |
| ۲۰۰۷ | ۵٬۲۰۷٬۰۰۰          | ۱۲۳٬۲۵۱     | ۳۸٬۱۸۰ | ۸۵٬۰۷۱         | ۲۳٫۷                        | ۷٫۳                         | ۱۶٫۳                      | ۲٫۷۱ |
| ۲۰۰۸ | ۵٬۲۵۰٬۰۰۰          | ۱۲۷٬۳۳۲     | ۳۷٬۷۱۰ | ۸۹٬۶۲۲         | ۲۴٫۳                        | ۷٫۲                         | ۱۷٫۱                      | ۲٫۷۶ |
| ۲۰۰۹ | ۵٬۳۸۳٬۰۰۰          | ۱۳۵٬۴۹۴     | ۳۵٬۸۹۸ | ۹۹٬۵۹۶         | ۲۶٫۴                        | ۷٫۰                         | ۱۹٫۴                      | ۲٫۸۸ |
| ۲۰۱۰ | ۵٬۴۴۸٬۰۰۰          | ۱۴۶٬۱۲۳     | ۳۶٬۱۷۴ | ۱۰۹٬۹۴۹        | ۲۶٫۸                        | ۶٫۶                         | ۲۰٫۲                      | ۳٫۰۶ |
| ۲۰۱۱ | ۵٬۵۱۵٬۰۰۰          | ۱۴۹٬۶۱۲     | ۳۵٬۹۴۱ | ۱۱۳٬۶۷۱        | ۲۷٫۱                        | ۶٫۵                         | ۲۰٫۶                      | ۳٫۰۹ |
| ۲۰۱۲ | ۵٬۶۰۸٬۰۰۰          | ۱۵۴٬۹۱۸     | ۳۶٬۱۸۶ | ۱۱۸٬۷۳۲        | ۲۷٫۶                        | ۶٫۸                         | ۲۰٫۸                      | ۳٫۱۵ |
| ۲۰۱۳ | ۵٬۷۲۰٬۰۰۰          | ۱۵۵٬۵۲۰     | ۳۴٬۸۸۰ | ۱۲۰٬۶۴۰        | ۲۷٫۲                        | ۶٫۱                         | ۲۱٫۱                      | ۳٫۱۱ |
| ۲۰۱۴ | ۵٬۸۳۶٬۰۰۰          | ۱۶۱٬۸۱۳     | ۳۵٬۹۶۴ | ۱۲۵٬۸۴۹        | ۲۷٫۷                        | ۶٫۱                         | ۲۱٫۶                      | ۳٫۱۹ |
| ۲۰۱۵ | ۵٬۹۶۵٬۰۰۰          | ۱۶۳٬۴۵۲     | ۳۴٬۸۰۸ | ۱۲۸٬۶۴۴        | ۲۷٫۴                        | ۵٫۸                         | ۲۱٫۶                      | ۳٫۱۹ |
| ۲۰۱۶ | ۶٬۰۴۰٬۰۰۰          | ۱۵۸٬۱۶۰     | ۳۳٬۴۷۵ | ۱۲۴٬۶۸۵        | ۲۶٫۰                        | ۵٫۵                         | ۲۰٫۵                      | ۳٫۰۶ |
| ۲۰۱۷ | ۶٬۲۵۶٬۰۰۰          | ۱۵۳٬۶۲۰     | ۳۳٬۱۶۶ | ۱۲۰٬۴۵۴        | ۲۴٫۸                        | ۵٫۴                         | ۱۹٫۴                      | ۲٫۹۵ |
| ۲۰۱۸ | ۶٬۳۸۹٬۰۰۰          | ۱۷۱٬۱۴۹     | ۳۲٬۹۸۹ | ۱۳۸٬۱۶۰        | ۲۷٫۱                        | ۵٫۲                         | ۲۱٫۹                      | ۳٫۲۸ |
| ۲۰۱۹ | ۶٬۵۲۳٬۰۰۰          | ۱۷۳٬۴۸۴     | ۳۳٬۲۹۵ | ۱۴۰٬۱۸۹        | ۲۶٫۹                        | ۵٫۲                         | ۲۱٫۷                      |      |

### آمار حیاتی
تولدها:
- ژانویه - نوامبر ۲۰۱۸: ۱۵۵٬۷۲5 (26.9)
- ژانویه - نوامبر 2019:  ۱۵۸٬۸۹4 (26.9)

فوتشدگان:
- ژانویه - نوامبر ۲۰۱۸: ۲۹٬۸۶5 (5.2)
- ژانویه - نوامبر 2019:  ۳۰٬۰۸9 (5.1)

افزایش طبیعی:
- ژانویه - نوامبر ۲۰۱۸: ۱۲۵٬۸۶0 (21.7)

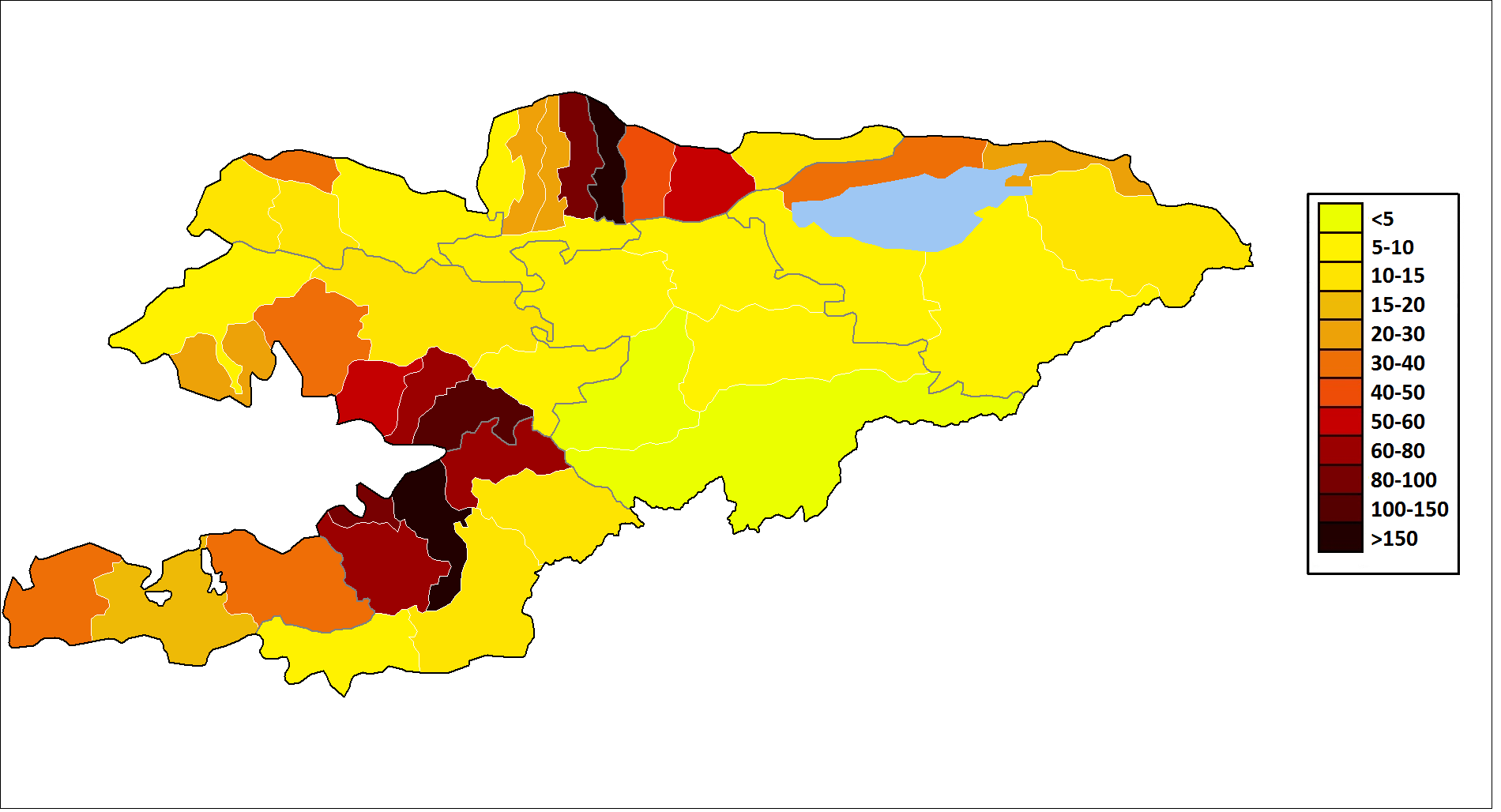
تراکم جمعیت قرقیزستان، 2015

- ژانویه - نوامبر 2019:  ۱۲۸٬۸۰5 (21.8)

### میزان باروری کل
۲٫۹۵ کودک متولد / زن (2017 est.)
تفاوت در تعداد فرزندان از نظر ملیت قابل توجه است: ازبک‌ها (۳٫۰ کودک)، تاجیک‌ها (۳٫۰ کودک)، ترک‌ها (۲٫۹)، قرقیزها (۲٫۹)، دانگان‌ها (۲٫۸) روس‌ها (۱٫۷)، کره ای‌ها (۱٫۷)، آلمانی‌ها (۱٫۸)، اوکراینی‌ها (۲٫۱)، تاتارها (۲٫۱)، قزاق‌ها (۲٫۳) و اویغورها (2.5). TFR برای روس‌ها، اوکراینی‌ها، آلمانی‌ها و کره ای‌ها در قرقیزستان به‌طور قابل توجهی بالاتر از کشورهای میهنشان است، احتمالاً به دلیل هزینه بسیار پایین زندگی. 

## گروه‌های قومی
براساس سرشماری سال ۱۹۹۹، ترکیب قومی جمعیت به شرح زیر بود: قرقیزستان ۷۲٫۶٪، ازبک ۱۴٫۴٪، روس ۶٫۴٪، دانگان ۱٫۱٪، اویغورس ۰٫۹٪، ۳٫۶٪ دیگر از جمله کره ای ۰٫۴٪ و آلمانی‌ها ۰٫۴٪ (در میان آنها مننیت‌های آلمانی-آلمانی کم زبان). بیشتر روس‌ها، اوکراینی‌ها، تاتارها، آلمانی‌ها و کره ای‌ها در شمال شرقی، به ویژه در اطراف شهر کاراکول زندگی می‌کردند. بسیاری از دونگان و Ugyhurs در امتداد مرز چین یافت می‌شود. بیشتر تاجیک‌ها و ازبک‌ها در جنوب زندگی می‌کنند. مهاجرت افراد غیر ترک به روسیه، اوکراین و آلمان اکنون قابل اغماض است، زیرا بیشتر آنها قبل از سال ۱۹۹۹ ترک شده‌اند.  به عنوان مثال، تعداد آلمانی شده‌است بیش از ۹۰ درصد بین سال‌های ۱۹۸۹ و ۲۰۰۹ سرشماری کاهش یافته‌است.
این جدول ترکیب قومی جمعیت قرقیزستان را براساس کلیه سرشماری‌های جمعیت بین سالهای ۱۹۲۶ تا ۲۰۰۹ نشان می‌دهد. از زمان استقلال در گروه‌های قومی اروپا (روس‌ها، اوکراینی‌ها، آلمانی‌ها) و همچنین تاتارها کاهش چشمگیری مشاهده شده‌است (همان‌طور که در سرشماری‌های ۱۹۸۹، ۱۹۹۹ و ۲۰۰۹ اسیر شدند).

## آمار جمعیتی CIA World Factbook
داده‌ها از CIA World Factbook مگر اینکه خلاف این گفته شده باشد.

### گروه‌های قومی
- قرقیز ۷۳٫۲٪
- ازبکستان ۱۴٫۶٪
- ۵٫۸٪ روسی
- دانگان ۱٫۱٪
- ۵٫۳٪ دیگر (شامل اویغور، تاجیکستان، ترک، قزاقستانی، تاتاری، اوکراینی، کره ای، آلمانی) (۲۰۱۷ ارزیابی))

### زبان‌ها
- قرقیز (رسمی) ۷۱٫۴٪
- ۱۴٫۴٪ ازبک
- روسی (رسمی) ۹٪
- ۵٫۲٪ دیگر (۲۰۰۹))

### ادیان
- اسلام ۸۷–۶٪
- ارتدکس روسی ۹'۴٪
- ۳٪ دیگر

### نسبت جنسی
هنگام تولد: ۱٫۰۶ مرد / زن  {{سخ}} 0-14 سال: ۱٫۰۵ مرد / زن  {{سخ}} 24-15 سال: ۱٫۰۳ مرد / زن  {{سخ}} 25-54 سال: ۰٫۹۶ مرد / زن  {{سخ}} 55-64 سال: ۷۷/۰ مرد / زن  {{سخ}} 65 سال به بالا: ۶۲/۰ مرد / زن  {{سخ}} کل جمعیت: ۰٫۹۶ مرد / زن (۲۰۱۷ ارزیابی).)

### نرخ مرگ و میر کودکان
تعداد کل: ۲۵٫۹ کشته / ۱۰۰۰ تولد زنده  {{سخ}} مرد: ۳۰ کشته / ۱۰۰۰ تولد زنده  {{سخ}} زن: ۲۱٫۵ کشته / ۱۰۰۰ تولد زنده (۲۰۱۷ ارزیابی).)

### امید به زندگی در بدو تولد
کل جمعیت: ۷۰٫۹ سال  {{سخ}} مرد: ۶۶٫۸ سال  {{سخ}} زن: ۷۵٫۴ سال (2017 est.)

### ملیت
اسم: قرقیز  {{سخ}} صفت: قرقیز

### سواد
تعریف: سن ۱۵ سال به بالا می‌تواند بخواند و بنویسد  {{سخ}} کل جمعیت: 99.5%  {{سخ}} مرد: 99.6%  {{سخ}} زن: 99.4 ((2015 est.)